# OKO大樓
OKO大樓是俄羅斯首都莫斯科的一座摩天大樓，位於莫斯科国际商务中心。該建築由兩座塔樓構成。"OKO"在俄語中有眼睛的意思，也可以指水晶聯合體的縮寫（"объединённые кристаллом основания"）。OKO南塔是莫斯科第二高樓。歐洲最高的溜冰場也位於OKO大樓。

## 外部連結
- 官方网站